# Jean-Louis Lagadec
Jean-Louis Lagadec, (Le Havre, Francia, 23 de mayo de 1933 † 3 de octubre de 2012) fue un futbolista y entrenador francés. Jugó en clubes como Le Havre, Racing Paris, Bastia y Chalon. En este último también ocupó el cargo de entrenador.

## Clubes
| Club         | País    | Año       |
| ------------ | ------- | --------- |
| Le Havre     | Francia | 1956–1961 |
| Racing Paris | Francia | 1963–1964 |
| Bastia       | Francia | 1965–1967 |
| Chalon       | Francia | 1967–1970 |